# Saralanj, Shirak
Saralanj (tiếng Armenia: Սարալանջ, cũng được chuyển tự là Saralandzh và Saralandj; tên cũ Bashgyukh) là một ngôi làng tại tỉnh Shirak của Armenia.

## Dân số
Dân số làng qua các năm là như sau.
| Năm    | 1831 | 1897 | 1926 | 1939 | 1959 | 1970 | 1979 | 1989 | 2001 | 2004 |
| Dân số | 139  | 903  | 1182 | 1014 | 999  | 1135 | 958  | 1093 | 1115 | 1030 |